# Jatiwangi (Cikarang Barat)
Jatiwangi is een bestuurslaag in het regentschap Bekasi van de provincie West-Java, Indonesië. Jatiwangi telt 6788 inwoners (volkstelling 2010).